# Blepharosis
Blepharosis là một chi bướm đêm thuộc họ Noctuidae.

## Các loài
- Blepharosis anachoretoides (Alphéraky, 1892)
- Blepharosis bryocharis Boursin, 1964
- Blepharosis dianthoecina (Staudinger, 1895)
- Blepharosis griseirufa (Hampson, 1894)
- Blepharosis illecebrosa (Püngeler, 1906)
- Blepharosis lama (Püngeler, 1900)
- Blepharosis paspa (Püngeler, 1900)
- Blepharosis poecila (Draudt, 1950)
- Blepharosis retracta (Draudt, 1950)
- Blepharosis retrahens (Draudt, 1950)
- Blepharosis smaragdistis (Draudt, 1950)
- Blepharosis sublimbatus (Püngeler, 1899)
- Blepharosis sumbarginata (Bang-Haas 1927)